# Deronectes ferrugineus
Deronectes ferrugineus  (лат.) — вид жуков семейства Плавунцы (Dytiscidae), эндемик Португалии.
Вид находится под угрозой исчезновения из-за утраты среды обитания.